# Атанас Мечкарин
Атанас Христов Мечкарин, известен като Насе Гърнето, е български майстор-строител от Ранното Възраждане, представител на Брациговската архитектурно-строителна школа.

## Биография
Мечкарин е роден в 1786 година в костурското село Омотско, тогава в Османската империя, днес Ливадотопи, Гърция. В 1791 година баща му Христо Гърнето се изселва в Брацигово. Мечкарин се занимава със строителство. Атанас Гърнето участва във възстановяването на Рилския манастир в 1816 - 1819 година. В 1832-1833 година построява известната брациговска църква „Свети Йоан Предтеча“.